# Finales BAA 1947
Navigation
Édition suivante
Les Finales BAA 1947 concluent les playoffs de la saison BAA 1946-1947, premier exercice de la Basketball Association of America. Elles opposent, au meilleur des sept matches, les Chicago Stags, équipe ayant remporté la Division Ouest, aux Philadelphia Warriors, seconds de la Division Est. Les Warriors s'imposent 4 victoires à 1, menés par Joe Fulks, meilleur marqueur de la saison, qui sera intronisé au Basketball Hall of Fame en 1978.

## Considérations avant les Finales
Les deux équipes en présence sont fort différentes l'une de l'autre, aussi bien au niveau du parcours que de la composition du noyau. 
Pour consulter les effectifs complets, voir à l'article Playoffs BAA 1947.

### Chicago Stags
Les Chicago Stags sont une équipe qui tire, marque et encaisse beaucoup : ils possèdent en effet la meilleure attaque (77,0 points marqués) et la deuxième plus mauvaise défense de la ligue (73,3 points encaissées).  Leur collectif est formé autour de trois joueurs marquant plus de 10 points par match : Max Zaslofsky, un arrière-ailier de 21 ans, Chick Halbert, un pivot de 2,06 mètres (joueur le plus grand et le plus lourd des Finales) et Don Carlson, un autre arrière-ailier. Au-delà de ces trois joueurs, quatre hommes tournent à plus de 5 points par match. Les Stags tirent à 29,8 % de réussite aux tirs (meilleur pourcentage de la ligue), et à 60,6 % aux lancers francs (deuxième plus mauvais pourcentage de la ligue). Chicago est l'équipe qui commet le plus de fautes.
Chicago termine la saison en tête de la Division Ouest, avec un bilan de 39 victoires contre 22 défaites. En tant que champion de Division, les Stags sont exempts de premier tour en playoffs, tout comme les Washington Capitols, champions à l'Est et auteurs d'une excellente saison (49 victoires pour 11 défaites) sous la houlette de Red Auerbach. Les deux équipes se rencontrent en demi-finales, au meilleur des sept matches (format 2-1-1-2-1). Les Stags l'emportent facilement sur les Capitols lors des deux premiers matches, joués à Washington DC. Le troisième match, qui se joue au Chicago Stadium, est de la même veine. Les Stags sont, seulement trois matches après leur entrée en lice, à une victoire des Finales. Mais de retour à Washington, les Capitols se réveillent, et assènent aux Stags leur première défaite en playoffs. Chicago ne parvient pas à se reprendre lors du cinquième match, pourtant joué dans l'Illinois, et voit revenir les Capitols à une longueur. Ceux-ci craquent finalement au sixième match, et s'inclinent de cinq points face aux Stags qui, devant leur public, gagnent leur ticket pour ces premières Finales BAA, et ce au détriment du grand favori.
Pour parvenir aux Finales, les Stags ont dû disputer 6 matches de playoffs, lors desquels ils s'inclinèrent à deux reprises.

#### Résumé du parcours en playoffs
| 2 avril 1947  | Chicago Stags       | 81 - 65 | Washington Capitols | Washington DC     |
| 3 avril 1947  | Chicago Stags       | 69 - 53 | Washington Capitols | Washington DC     |
| 8 avril 1947  | Washington Capitols | 55 - 67 | Chicago Stags       | Chicago, Illinois |
| 10 avril 1947 | Chicago Stags       | 69 - 76 | Washington Capitols | Washington DC     |
| 12 avril 1947 | Washington Capitols | 67 - 55 | Chicago Stags       | Chicago, Illinois |
| 13 avril 1947 | Washington Capitols | 61 - 66 | Chicago Stags       | Chicago, Illinois |

### Philadelphia Warriors
Les Philadelphia Warriors sont quant à eux une équipe plus posée. Ils tirent moins, marquent moins et encaissent moins (68,6 points marqués et 65,2 encaissés de moyenne en saison régulière) : ils possèdent la cinquième meilleure attaque et la cinquième meilleure défense de la ligue. L'équipe est entièrement construite autour de Joe Fulks, un ailier fort-pivot auteur de 23,2 points par match en saison régulière. Cinq joueurs à plus de 5 points par match gravitent autour de lui. Les Warriors ont une réussite de 28,0 % aux tirs (cinquième meilleur pourcentage de la ligue) et de 68,8 % aux lancers francs (deuxième meilleur pourcentage de la ligue). On peut également noter que Philadelphia est l'équipe qui commet le moins de fautes.
Les Warriors terminent la saison à la deuxième place de la Division Est, avec un bilan de 35 victoires pour 25 défaites. Ils sont loin derrière les Washington Capitols, équipe largement favorite à la victoire finale. Philadelphia entre donc en lice dès le premier tour des playoffs, affrontant le deuxième de l'Ouest : les St. Louis Bombers. Cette équipe, qui talonnait tant Chicago dans la division Ouest qu'un match supplémentaire fut nécessaire pour les départager, semble en mesure de résister aux Warriors, grâce à ses deux leaders John Logan et Belus Smawley, mais aussi grâce à l'avantage du terrain (la série, au meilleur des trois matches, est au format 1-2). Les Warriors s'imposent à domicile lors du premier match, mais se font écraser de 22 points au second, dans la St. Louis Arena. Cette salle leur réussit mieux le lendemain, puisque les Warriors battent les Bombers de 16 points lors du troisième match. En demi-finales, les Warriors se retrouvent face aux Knicks de New York, vainqueurs des Cleveland Rebels. Ces demi-finales voient donc s'affronter le deuxième et le troisième de la Division Est qui se tenaient au classement dans un mouchoir de poche (2 victoires d'écart). La série, au meilleur des trois matches, est pourtant expédiée. Les Warriors s'imposent chez eux puis au Madison Square Garden III sans grande difficulté, obtenant leur place en Finales.
En arrivant en Finales, Philadelphia a disputé 5 matches en playoffs, n'en perdant qu'un.

#### Résumé du parcours en playoffs
| 2 avril 1947  | St. Louis Bombers     | 68 - 73 | Philadelphia Warriors | Philadelphie, Pennsylvanie |
| 5 avril 1947  | Philadelphia Warriors | 51 - 73 | St. Louis Bombers     | Saint-Louis, Missouri      |
| 6 avril 1947  | Philadelphia Warriors | 75 - 59 | St. Louis Bombers     | Saint-Louis, Missouri      |
| 12 avril 1947 | Knicks de New York    | 70 - 82 | Philadelphia Warriors | Philadelphie, Pennsylvanie |
| 14 avril 1947 | Philadelphia Warriors | 72 - 53 | Knicks de New York    | Manhattan, New York        |

### Confrontations en saison régulière
Les Stags et les Warriors, comme toutes les autres équipes, se sont rencontrés 6 fois au cours de la saison. L'avantage est clairement en faveur de Chicago, qui a remporté 5 des 6 confrontations. Cependant, les Stags ne parvinrent pas à s'imposer par plus de 6 points. Or, ce sont les Warriors qui ont gagné le dernier match entre les deux équipes, qui se jouait à Philadelphia. Les Stags se sont inclinés de 7 points, à une semaine du début des playoffs. Pour Chicago, c'était la deuxième défaite d'une série de trois qui clôturerait leur saison régulière (bien qu'ils s'imposèrent, lors d'un match supplémentaire, face aux St. Louis Bombers). Pour Philadelphia, c'était la quatrième victoire de la série de cinq avec laquelle il terminèrent leur saison.

#### Résumé
| jeudi 21 novembre 1946 |              | Warriors de Philadelphie | 63-65      | Stags de Chicago |  | Philadelphia Arena |
| jeudi 21 novembre 1946 | Sheffield 14 | Points                   | Parrack 15 |                  |  | Philadelphia Arena |

| dimanche 12 janvier 1947 |                                                    | Stags de Chicago | 75-72    | Warriors de Philadelphie |  | Chicago Stadium Arbitres : Sam Peccararo, Sid Borgia |
| dimanche 12 janvier 1947 | Score par quart-temps : 17-12, 21-18, 15-17, 22-25 |                  |          |                          |  | Chicago Stadium Arbitres : Sam Peccararo, Sid Borgia |
| dimanche 12 janvier 1947 | Seminoff 20                                        | Points           | Fulks 32 |                          |  | Chicago Stadium Arbitres : Sam Peccararo, Sid Borgia |

| jeudi 16 janvier 1947 |          | Warriors de Philadelphie | 78-84        | Stags de Chicago |  | Philadelphia Arena |
| jeudi 16 janvier 1947 | Fulks 36 | Points                   | Zaslofsky 19 |                  |  | Philadelphia Arena |

| dimanche 26 janvier 1947 |                       | Stags de Chicago | 63-57    | Warriors de Philadelphie |  | Chicago Stadium |
| dimanche 26 janvier 1947 | Davis et Zaslofsky 12 | Points           | Fulks 19 |                          |  | Chicago Stadium |

| vendredi 14 mars 1947 |                                                  | Stags de Chicago | 70-67               | Warriors de Philadelphie |  | Chicago Stadium Arbitres : Nate Messinger, Phil Fox |
| vendredi 14 mars 1947 | Score par quart-temps : 7-15, 24-9, 17-22, 22-21 |                  |                     |                          |  | Chicago Stadium Arbitres : Nate Messinger, Phil Fox |
| vendredi 14 mars 1947 | Zaslofsky 16                                     | Points           | Dallmar et Fulks 18 |                          |  | Chicago Stadium Arbitres : Nate Messinger, Phil Fox |

| jeudi 27 mars 1947 |          | Warriors de Philadelphie | 80-73      | Stags de Chicago |  | Philadelphia Arena |
| jeudi 27 mars 1947 | Fulks 34 | Points                   | Halbert 18 |                  |  | Philadelphia Arena |

## Matches
La série se joue au meilleur des sept matches

### 1ermatch
La Philadelphia Arena est garnie de 7 918 septacteurs venus assister, le 16 avril 1947, au premier match des premières Finales de la nouvelle Basketball Association of America. Les Warriors prennent le dessus dès le début du match, rentrant au vestiaire sur un confortable 20-34. Durant la seconde mi-temps, Joe Fulks donne une leçon de basket-ball : il empile 29 points en deux quart-temps, après en avoir planté 8 en première mi-temps. Angelo Musi, le meilleur marqueur des Warriors en saison régulière après Jumpin' Joe, suit les traces de son leader et inscrit 19 points. Les Stags luttent pour ne pas sombrer, notamment Halbert qui inscrit 19 points, mais ils ne parviennent pas à refaire leur retard, et doivent s'incliner 71-84, après avoir pris 129 tirs, dont seulement 26 firent mouche (20,2 % de réussite). À l'inverse, les Warriors se montrèrent très précis, rentrant 31 tirs sur 103 (30,1 %).

### 2dmatch
Le lendemain soir, dans la même salle (où prennent place 7 604 spectateurs), Joe Fulks ne retrouve pas l'état de grâce de la veille, mais ses lieutenants assurent les affaires courantes, et maintiennent durant la plupart du match les Stags à plus de 8 points. Ceux-ci, pourtant, parviennent à prendre l'avantage 69-68, mais durant le dernier quart-temps, le pivot des Warriors, Art Hillhouse, assure la victoire à Philadelphia, en inscrivant 7 des 10 derniers points de son équipe. Les Warriors s'imposent 74-85, Howie Dallmar et Jerry Fleishman (généralement cantonné à un rôle de second couteau) terminant le match avec respectivement 18 et 16 points inscrits. Comme lors du premier match, la méthode des Stags, qui en saison régulière consistait à se ruer à l'attaque et à commettre des fautes derrière pour compenser les lacunes défensives, se révèle inefficace : avec un tout petit 20 % de réussite aux tirs (30 sur 150), ils sont loin de leurs standards de saison régulière et des Warriors qui, égaux à eux-mêmes, rentrent 28 tirs sur 98 (28,6 %) et 29 lancers francs sur 36 (80,6 %). Les champions de la Division ouest font quant à eux montrent d'encore plus de maladresse qu'à l'accoutumée sur la ligne des lancers francs, en manquant 10 tentatives sur 24 (58,3 % de réussite).

### 3ematch
La série se poursuit le surlendemain, 19 avril 1947, à Chicago, dans une salle presque vide : alors que le Stadium des Stags est l'une des plus grandes salles du monde, permettant à plus de 15 000 personnes d'assister à l'évènement, seuls 2 209 sièges sont occupés. Joe Fulks est à nouveau en pleine forme, et plante 26 points dans le panier adverse. À quatre minutes du terme de la partie, les Warriors mènent de 10 points. Les Stags reviennent petit à petit, grâce, entre autres, à Halbert qui donne du fil à retorde à la défense de Philadelphie et sur qui sept fautes sont commises (il rentre 10 lancers sur 14), mais pas assez vite, car ils doivent, une troisième fois, s'avouer vaincus : 75-72. Philadelphia est à un match du sacre, et les Stags au pied du mur.

### 4ematch
Devant leur public (1 934 personnes), le  20 avril 1947, les Stags n'ont pas le choix. Ils se battent corps et âme, menés par Max Zaslofsky (20 points) et Don Carlson (18 points). Joe Fulks passe la majeure partie du troisième quart-temps sur le banc avec quatre fautes, et Chicago entame la dernière période avec une confortable avance de 13 points. Mais Fulks revient sur le parquet, et l'avance des Stags fond comme neige au soleil. À deux minutes du termes, alors que Philadelphia n'a plus que deux points de retard, Joe Fulks commet sa cinquième faute et quitte le parquet. Chicago parvient alors à se donner un sursis, en remportant le match 73-74, malgré les 24 points de George Senesky et les 21 points de Jumpin' Joe.

### 5ematch
Le surlendemain, la série revient en Pennsylvanie et à son public plus large (8 221 personnes). Menés par Tony Jaros (21 points), les Stags se montrent très résistants face à des Warriors survoltés devant leur public. Joe Fulks s'envole pour 34 points (14 sur 18 à la ligne des lancers francs), Angelo Musi en inscrit 13 et George Senesky 11. Chicago tient pourtant la distance en recourant aux fautes à répétition, et à moins d'une minute du terme, la marquoir indique 80 dans les deux camps. Howie Dallmar marque alors ses deux seuls points du match, libérant les Warriors. Jerry Fleishman scelle le score avec un lancer franc, et les Philadelphia Warriors sont champions à domicile sur ce 80-83.

## Résumé des Finales
| mercredi 16 avril 1947 |                                                    | Warriors de Philadelphie | 84-71      | Stags de Chicago |  | Philadelphia Arena Affluence : 7 918 |
| mercredi 16 avril 1947 | Score par quart-temps : 20-12, 10-12, 22-22, 32-25 |                          |            |                  |  | Philadelphia Arena Affluence : 7 918 |
| mercredi 16 avril 1947 | Score par mi-temps : 30-24, 54-47                  |                          |            |                  |  | Philadelphia Arena Affluence : 7 918 |
| mercredi 16 avril 1947 | Fulks 37                                           | Points                   | Halbert 19 |                  |  | Philadelphia Arena Affluence : 7 918 |
| mercredi 16 avril 1947 | Philadelphie mène 1 à 0                            |                          |            |                  |  | Philadelphia Arena Affluence : 7 918 |

| jeudi 17 avril 1947 |                         | Warriors de Philadelphie | 85-74       | Stags de Chicago |  | Philadelphia Arena Affluence : 7 604 |
| jeudi 17 avril 1947 | Dallmar 18              | Points                   | Carlisle 19 |                  |  | Philadelphia Arena Affluence : 7 604 |
| jeudi 17 avril 1947 | Philadelphie mène 2 à 0 |                          |             |                  |  | Philadelphia Arena Affluence : 7 604 |

| samedi 19 avril 1947 |                                                    | Stags de Chicago | 72-75    | Warriors de Philadelphie |  | Chicago Stadium Affluence : 2 209 |
| samedi 19 avril 1947 | Score par quart-temps : 17-18, 14-13, 15-16, 26-28 |                  |          |                          |  | Chicago Stadium Affluence : 2 209 |
| samedi 19 avril 1947 | Score par mi-temps : 31-31, 41-44                  |                  |          |                          |  | Chicago Stadium Affluence : 2 209 |
| samedi 19 avril 1947 | Zaslofsky et Carlson 15                            | Points           | Fulks 26 |                          |  | Chicago Stadium Affluence : 2 209 |
| samedi 19 avril 1947 | Philadelphie mène 3 à 0                            |                  |          |                          |  | Chicago Stadium Affluence : 2 209 |

| dimanche 20 avril 1947 |                                                   | Stags de Chicago | 74-73      | Warriors de Philadelphie |  | Chicago Stadium Affluence : 1 934 |
| dimanche 20 avril 1947 | Score par quart-temps : 19-17, 23-17, 23-18, 9-21 |                  |            |                          |  | Chicago Stadium Affluence : 1 934 |
| dimanche 20 avril 1947 | Score par mi-temps : 42-34, 32-39                 |                  |            |                          |  | Chicago Stadium Affluence : 1 934 |
| dimanche 20 avril 1947 | Zaslofsky 20                                      | Points           | Senesky 24 |                          |  | Chicago Stadium Affluence : 1 934 |
| dimanche 20 avril 1947 | Philadelphie mène 3 à 1                           |                  |            |                          |  | Chicago Stadium Affluence : 1 934 |

| mardi 22 avril 1947 |                                                    | Warriors de Philadelphie | 83-80    | Stags de Chicago |  | Philadelphia Arena Affluence : 8 221 |
| mardi 22 avril 1947 | Score par quart-temps : 27-13, 13-25, 23-30, 20-12 |                          |          |                  |  | Philadelphia Arena Affluence : 8 221 |
| mardi 22 avril 1947 | Score par mi-temps : 40-38, 43-42                  |                          |          |                  |  | Philadelphia Arena Affluence : 8 221 |
| mardi 22 avril 1947 | Fulks 34                                           | Points                   | Jaros 21 |                  |  | Philadelphia Arena Affluence : 8 221 |
| mardi 22 avril 1947 | Philadelphie gagne la finale 4 à 1                 |                          |          |                  |  | Philadelphia Arena Affluence : 8 221 |